# オノエリンドウ
オノエリンドウ（尾上竜胆、学名：Gentianella amarella (L.) Börner subsp. takedae (Kitag.) Toyok.）は、リンドウ科チシマリンドウ属に分類される二年生植物の高山植物の1種。種小名のamarellaは、「やや苦い」を意味する。別名がオクヤマリンドウ。シノニムが、Gentianella takedae (Kitag.) Satake。白花の品種のシロバナオノエリンドウ（白花尾上竜胆、学名：Gentianella amarella (L.) Börner subsp. takedae (Kitag.) Toyok. f. leucantha (Hayashi) Toyok.）が知られている。

## 学名変遷の経緯
本種は1902年8月に白馬岳で植物学者の矢部吉禎が発見採集し、翌年にチシマリンドウと同定されたが、萼裂片が耳状になる特徴を見落としていたものと考えられている。武田久吉はこの植物を大陸に分布する Gentiana amarella var. uliginosa Griseb. に1905年に当てて、オノエリンドウという和名をつけた。1937年には北川政夫により、全く独立した新種 Gentiana takedai Kitagawa と命名された。豊国秀夫は本種とユウバリリンドウ（夕張竜胆、学名：Gentiana yuparensis Takeda）を詳細に検討した結果、花冠の色と萼裂片と萼筒に対する比、地理分布の差以外には両者の著しい相違点が見られなかったことから、1956年にオノエリンドウをユウバリリンドウの亜種とする新しい組み合わせ名、Gentiana yuparensis Takeda subsp. takedae (Kitag.) Toyok. を作り、さらに、1961年にリンドウ属 Gentiana からチシマリンドウ属 Gentianella に移行し、Gentianella yuparensis (Takeda) Satake subsp. takedae (Kitag.) Toyok. とした。
本種をチシマリンドウ属の種であるとする説もある。

## 特徴
草丈は高さは5-20 cm。根もとの葉は小形で倒披針形。茎葉は少数つき、長さ1-5 cm、幅0.3-1.2 cmの広披針形-狭卵形で、基部は茎を抱き対生し、縁には微突起があり、無柄。葉表面は時に紫色を帯び、裏面は淡緑色。花は紅紫色で、茎の先や上部の葉腋にふつう1個ずつつき、上向きから横向きに開く。花柄は短柄か無柄。花冠は長さ1.6-2.3 cmの筒状鐘形で浅く4-6裂し、平開し。裂片の内側には糸状に1/2-2/3程度細裂した長さ3-4 mmの内片があり、のどの部分をふさぎ、その隙間から雄蕊と雌蕊が見える。萼片は卵状楕円形で1/2-3/5くらいまでさけ、ほとんど反り返らず、萼裂片の長さは萼筒の長さ4-6 mmと同じくらいで、裂片は線形で先が尖る。柱頭は2裂。花期は8-9月。ユウバリリンドウに非常に似ている。ユウバリリンドウは本種よりも花が大きく、萼裂片が著しく長く、子房が有柄であるが、萼裂片が短く本種に近いものもあり、子房もほとんど無柄の物と完全に無柄の物もある。

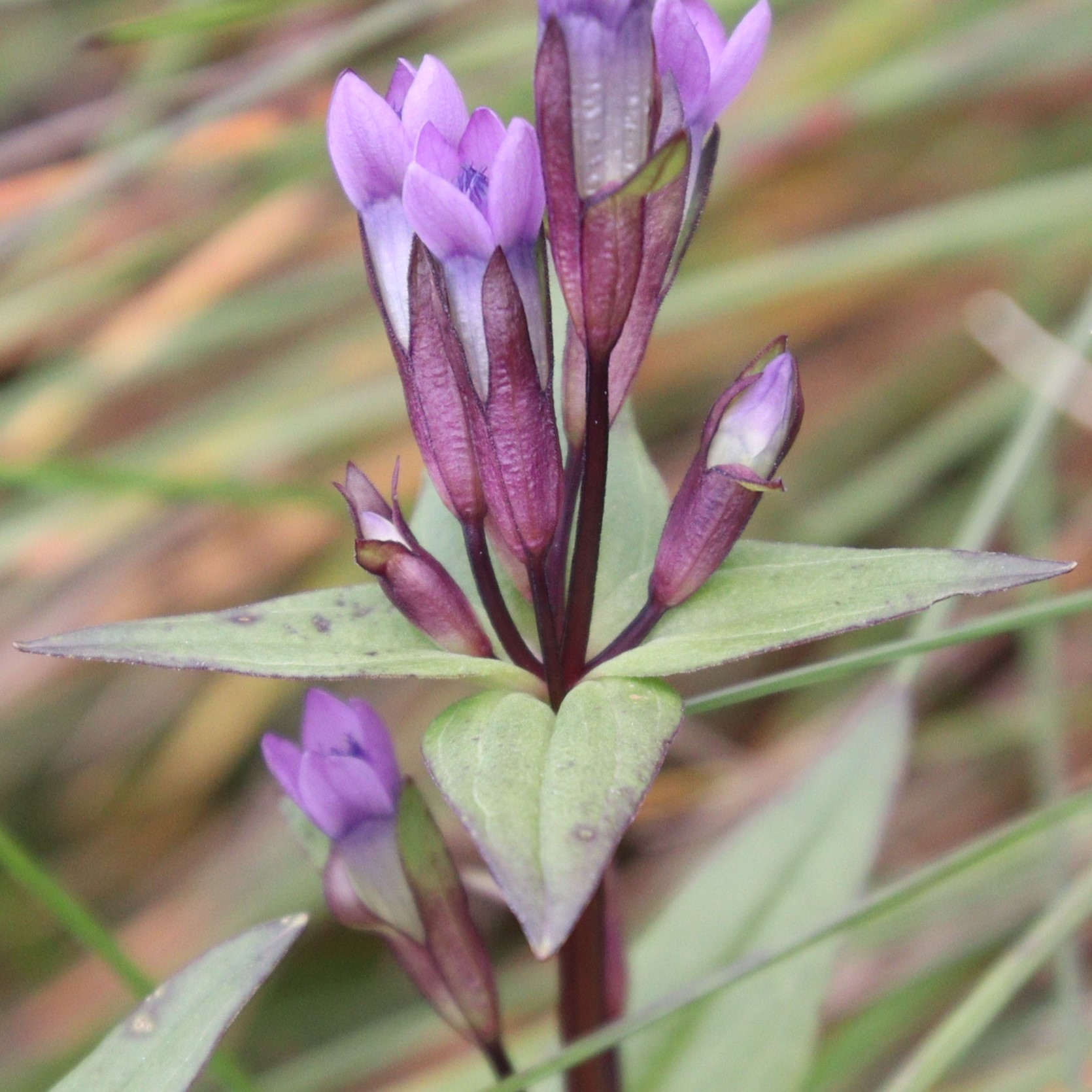
葉腋につく花と蕾
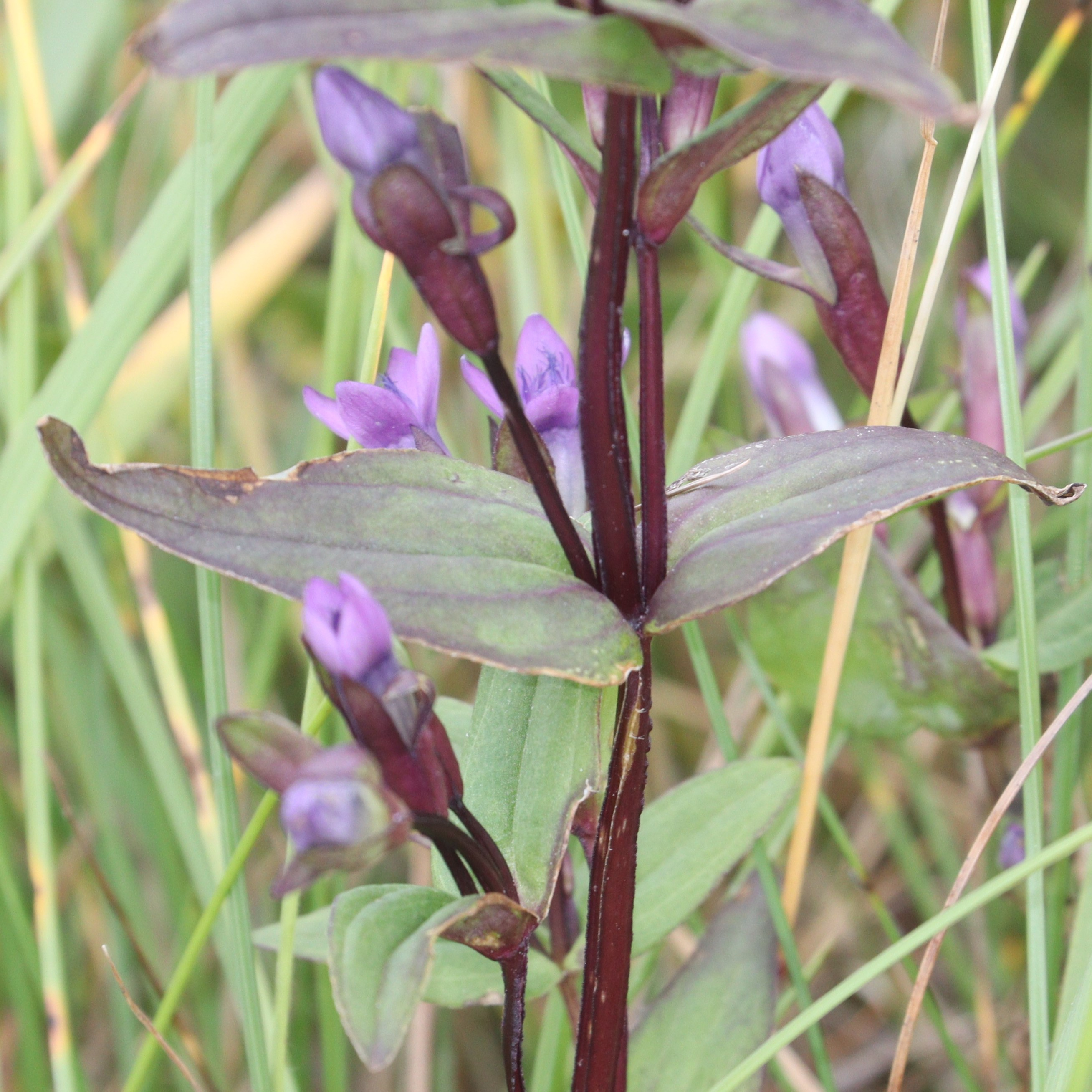
茎葉の基部は茎を抱き対生
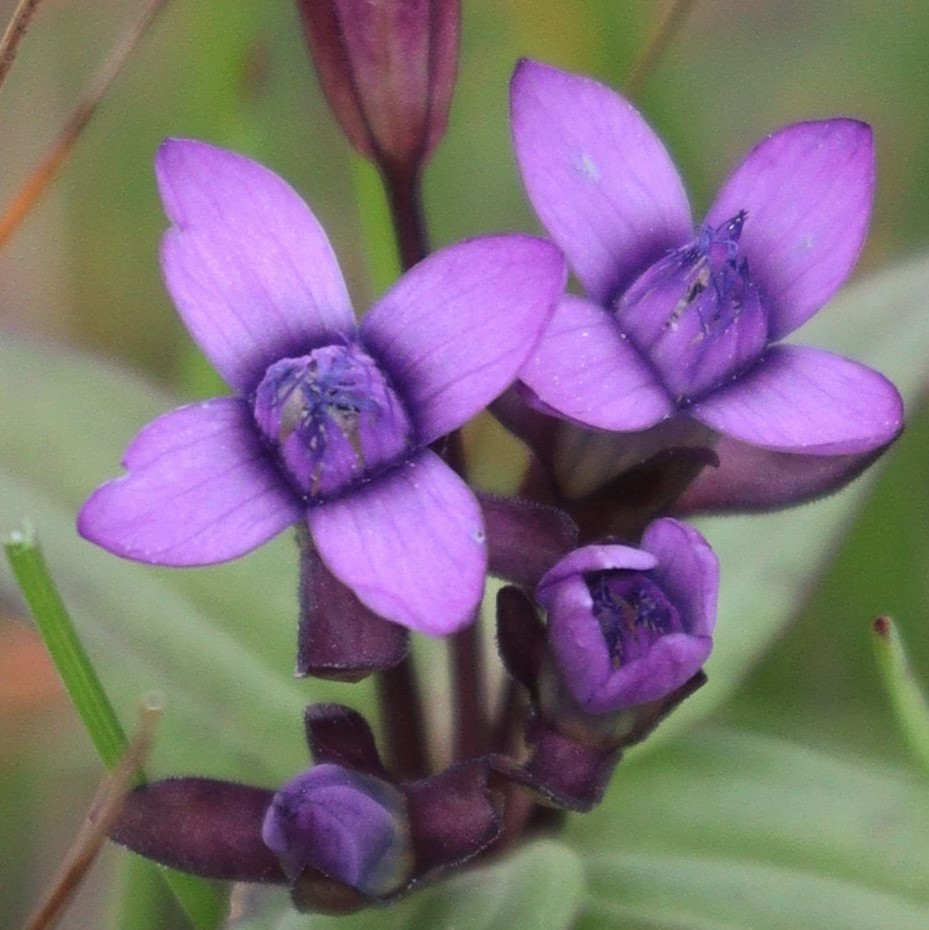
花冠は筒状鐘形で浅く4-6裂する

## 分布と生育環境

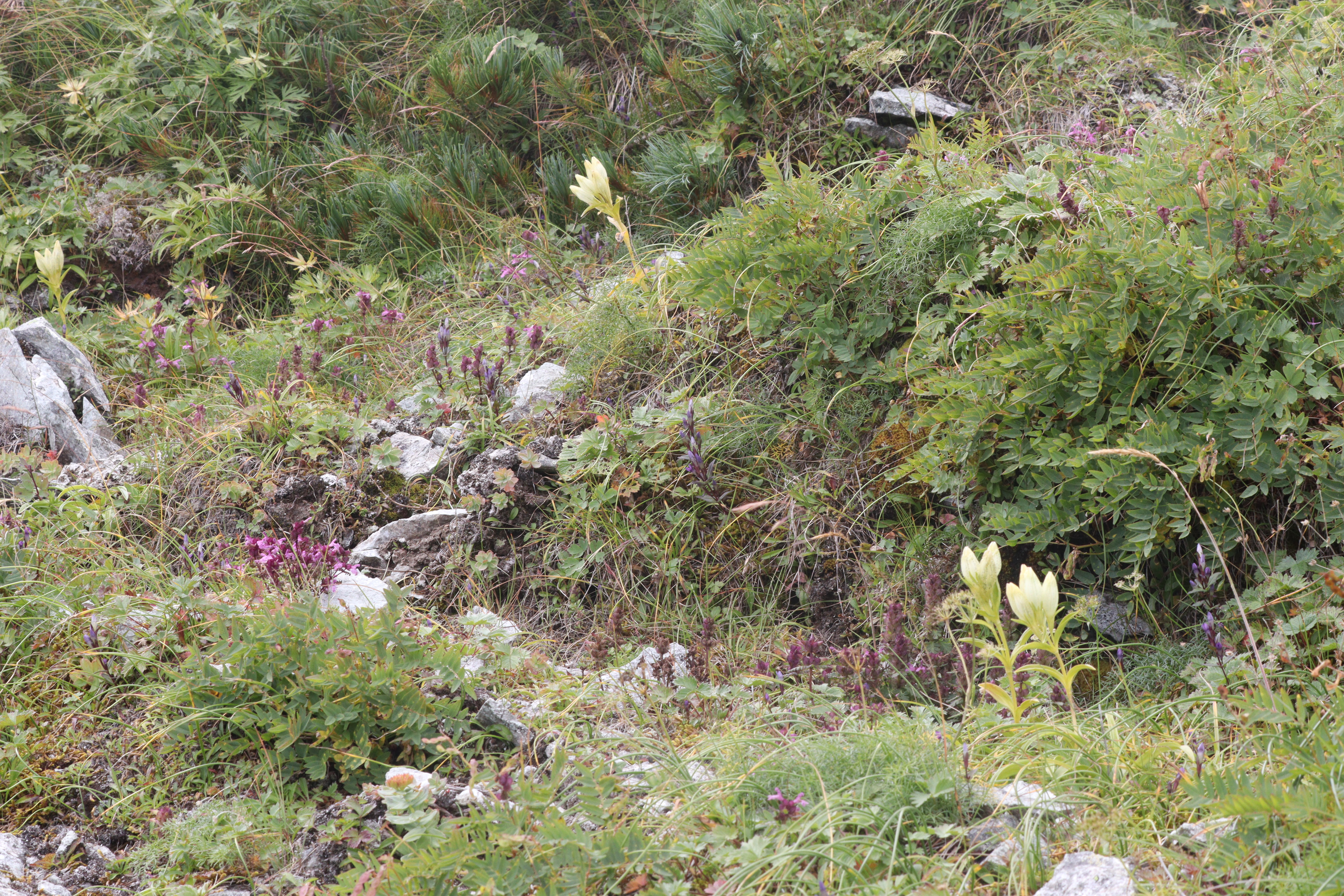
高山帯の草地にハイマツとトウヤクリンドウなどの高山植物と混生するオノエリンドウ

日本の固有種。北海道（羊蹄山）、本州中部地方（飛騨山脈の白馬岳と針ノ木岳など、八ヶ岳、赤石山脈の塩見岳と荒川岳など）の高山帯に分布する。基準標本は白馬岳のもの。
高山帯の稜線沿いの乾燥しない日当たりのよい草地、砂礫地に生育する。小さな草で他の高山植物と混生していて見つけにくい。

## 種の保全状況評価
環境省によるレッドリストで絶滅危惧IB類（EN）の指定を受けている。
絶滅危惧IB類 (EN)（環境省レッドリスト）
また、以下の都道府県でレッドリストの指定を受けている。産地が限定されていて、人間による踏み付け、盗掘、シカ食害の食害による個体数の減少が指摘されている。静岡産の個体は環境省の新宿御苑に種子が保存され、保護増殖が図られている。
- 絶滅危惧IA類 - 群馬県[15]
- 絶滅危惧IB類 - 静岡県[12]
- 絶滅危惧II類 - 富山県[16]
- 希少種 - 北海道（オノエリンドウ[17]、シロバナオノエリンドウ[18]）
- 準絶滅危惧 - 長野県[19]